# Ekologizm

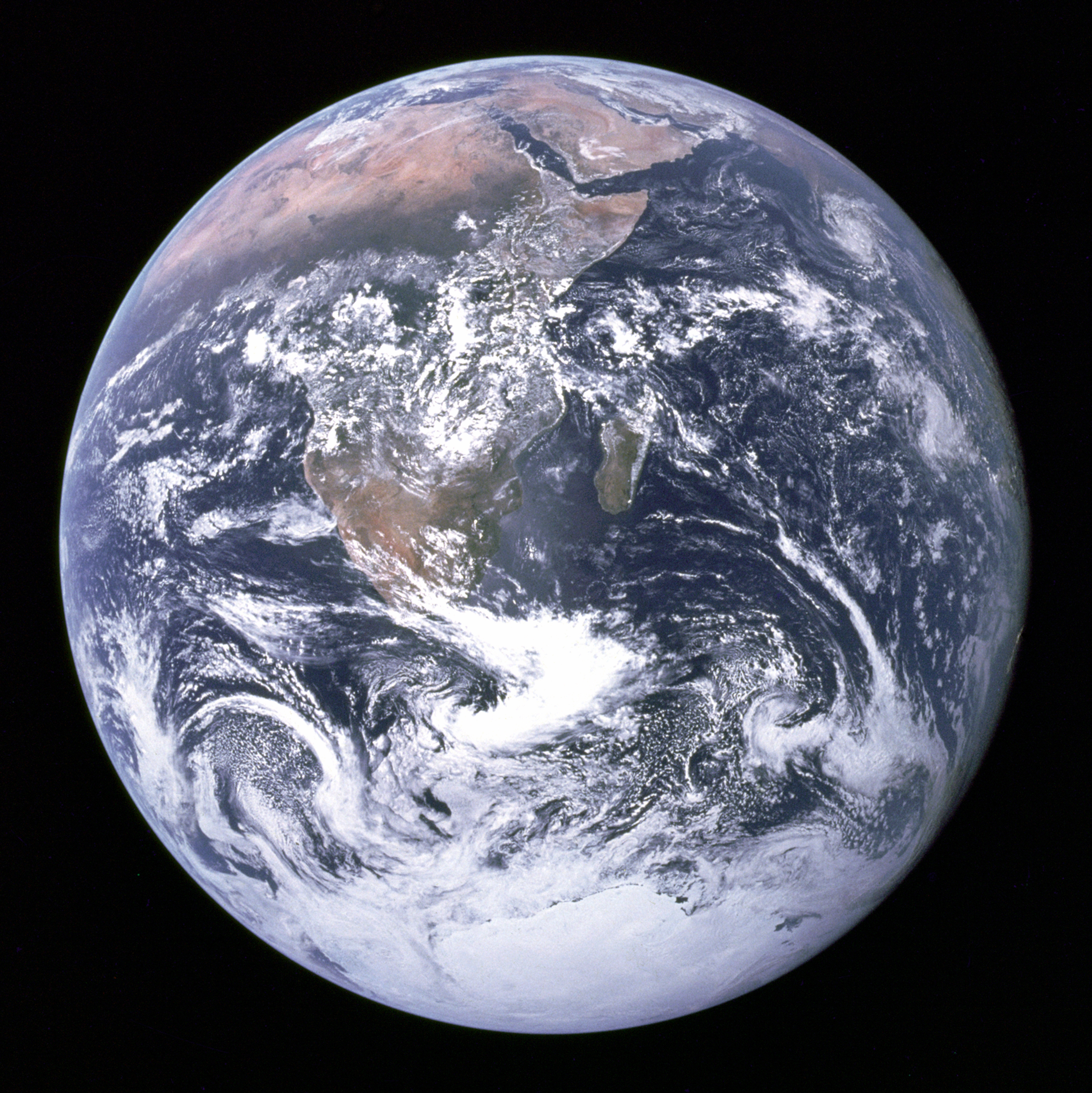
Zdjęcie The Blue Marble, wykonane przez misje Apollo 17 w 1972 roku, często wykorzystywane przez środowiska enwiromentalistyczne

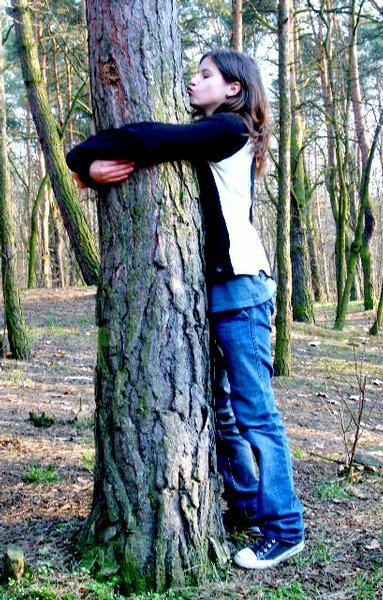
Dziewczyna obejmująca i całująca drzewo w geście miłości do środowiska naturalnego

Ekologizm lub enwiromentalizm (ang. environmentalism) – kierunek ideologiczno-filozoficzny ukształtowany w drugiej połowie XX wieku. Stanowi rozwinięcie humanizmu o nowe przyrodnicze sumienie człowieka. Zajmuje się problemami ochrony środowiska oraz miejscem człowieka w świecie przyrody. Bada wzajemne zależności między człowiekiem a przyrodą oraz ich wpływ na jakości życia ludzi. Zajmuje się też perspektywą przeżycia populacji ludzi. Także ogólna nazwa teorii, które zakładają, że kształtowanie się osobowości dokonuje się przede wszystkim pod wpływem środowiska, w tym szczególnie geograficznego.

## Ruch ekologiczny
Ruch ekologiczny (termin, który czasami obejmuje ruchy konserwatorskie i zielone) jest zróżnicowanym ruchem społecznym, politycznym i naukowym. Działa na rzecz ochrony środowiska i racjonalnego korzystania z zasobów naturalnych, aby zapewnić odpowiednią jakość życia (zdrowe powietrze, żywność, czysta woda) i prawidłowy jego rozwój na Ziemi. Chociaż ruch ten jest reprezentowany przez różnorodne organizacje to, ze względu na włączenie tematyki ochrony środowiska do programu nauczania, ruch ekologiczny ma młodszą grupę demograficzną niż jest to powszechne w przypadku innych ruchów społecznych.
Enwiromentalizm jako ruch zajmuje się szeroko pojętymi kwestiami opresji instytucjonalnej, w tym między innymi: wykorzystywaniem ekosystemów i zasobów naturalnych do generowania odpadów, wyrzucaniem odpadów do społeczności będących w gorszej sytuacji, zanieczyszczeniem powietrza, zanieczyszczeniem wody, słabą infrastrukturą, narażeniem życia organicznego na toksyny, monokulturą, dążeniem do przeciwdziałania polietylenowi (ruch jhola) i różnymi innymi kwestiami. Ze względu na te podziały, ruch ekologiczny można podzielić na następujące główne obszary: nauka o środowisku, aktywizm ekologiczny, rzecznictwo ekologiczne i sprawiedliwość ekologiczna.

### Ekologizm wolnorynkowy
Ekologizm wolnorynkowy to teoria, według której wolny rynek, prawa własności i prawo deliktów zapewniają najlepsze narzędzia do ochrony zdrowia i zrównoważonego rozwoju środowiska. Teoria ta zakłada, że zarządzanie środowiskiem jest czymś naturalnym, podobnie jak pozbywanie się sprawców zanieczyszczeń i innych agresorów poprzez pozwy indywidualne i zbiorowe.

### Ruch klimatyczny
Ruch klimatyczny to międzynarodowy ruch społeczny skupiający się na wywieraniu nacisku na rządy i przemysł w celu podjęcia działań (zwanych również „akcjami klimatycznymi”) dotyczących przyczyn i skutków zmian klimatycznych.

## Organizacje ekologiczne

### Na świecie
Wybrane międzynarodowe organizacje ekologiczne:
- Międzynarodowa Unia Ochrony Przyrody
- Greenpeace
- World Wide Fund for Nature
- BirdLife International
- ClientEarth
- Międzynarodowy Zielony Krzyż

### W Polsce
Najstarszą organizacją ekologiczną w Polsce jest Liga Ochrony Przyrody, która powstała 9 stycznia 1928. 

## Protesty i kampanie ekologiczne
- Dzień Ziemi
- Dzień bez Samochodu
- Earth First!
- Extinction Rebellion
- Just Stop Oil
- Młodzieżowy Strajk Klimatyczny

### Galeria

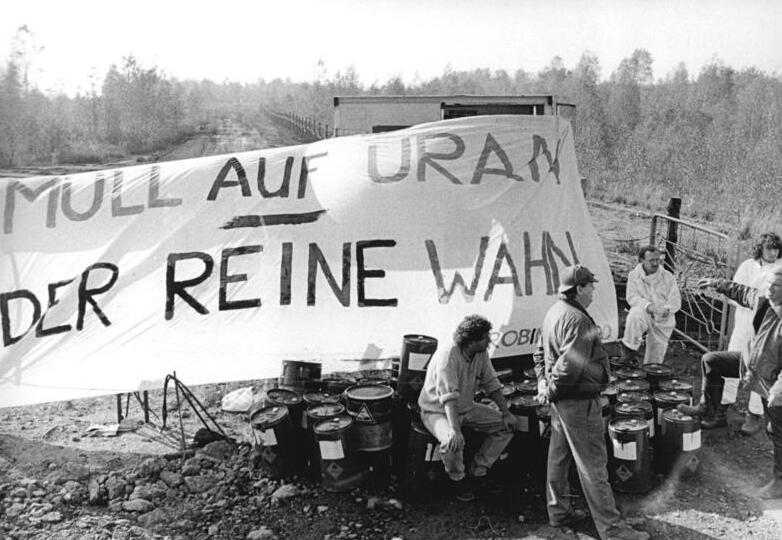
Protest ekologistów przeciwko energii jądrowej w Niemczech (1990)
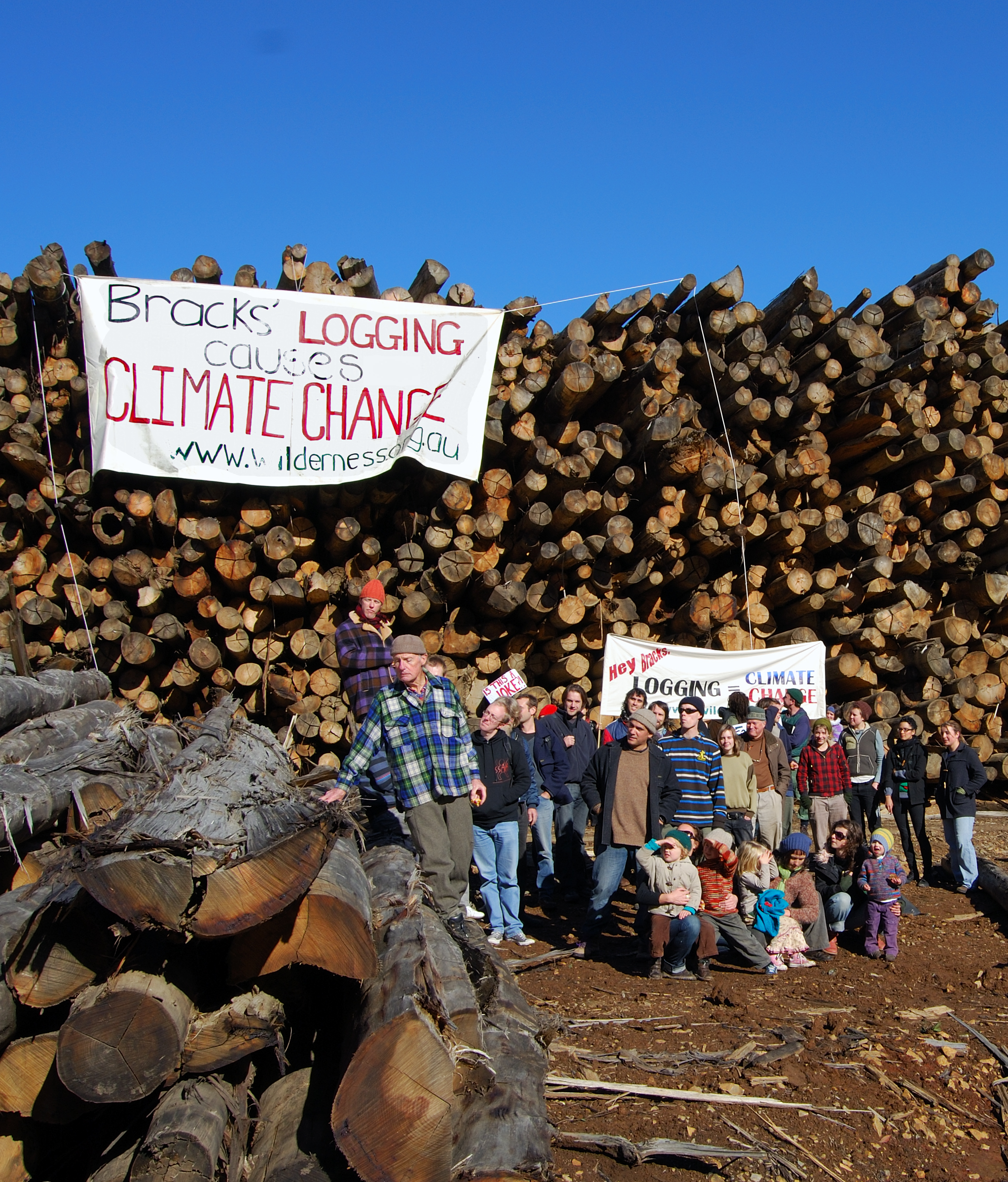
Protest przeciwko wylesianiu w Australii (2007)
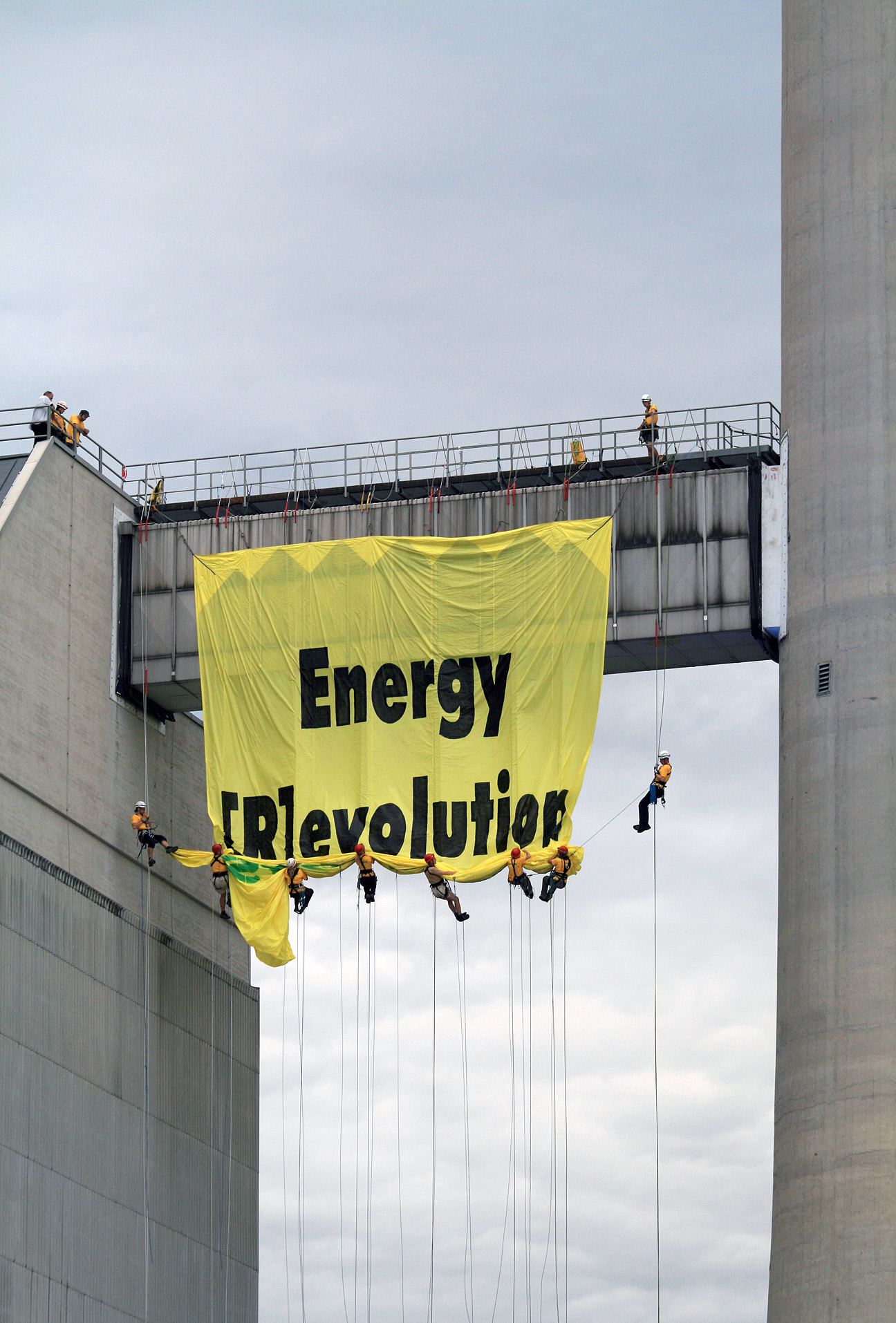
Akcja protestacyjna organizacji Greenpeace w elektrowni jądrowej Zwentendorf w Austrii (2009)
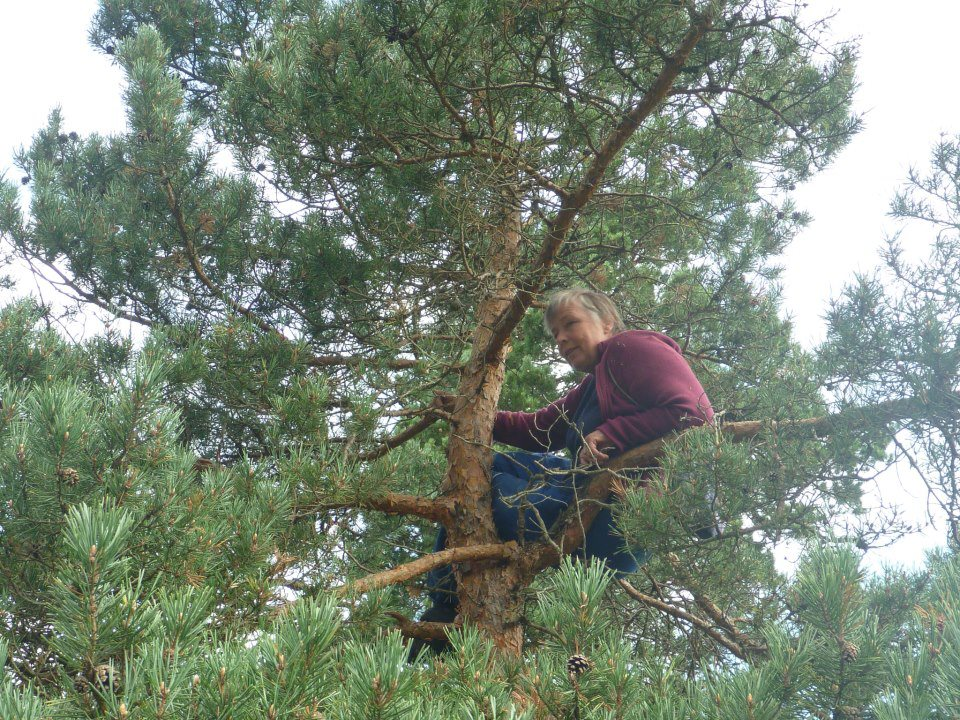
Eko-aktywistka protestująca przeciwko wyrębowi lasu Ojnareskogen w Szwecji (2012)
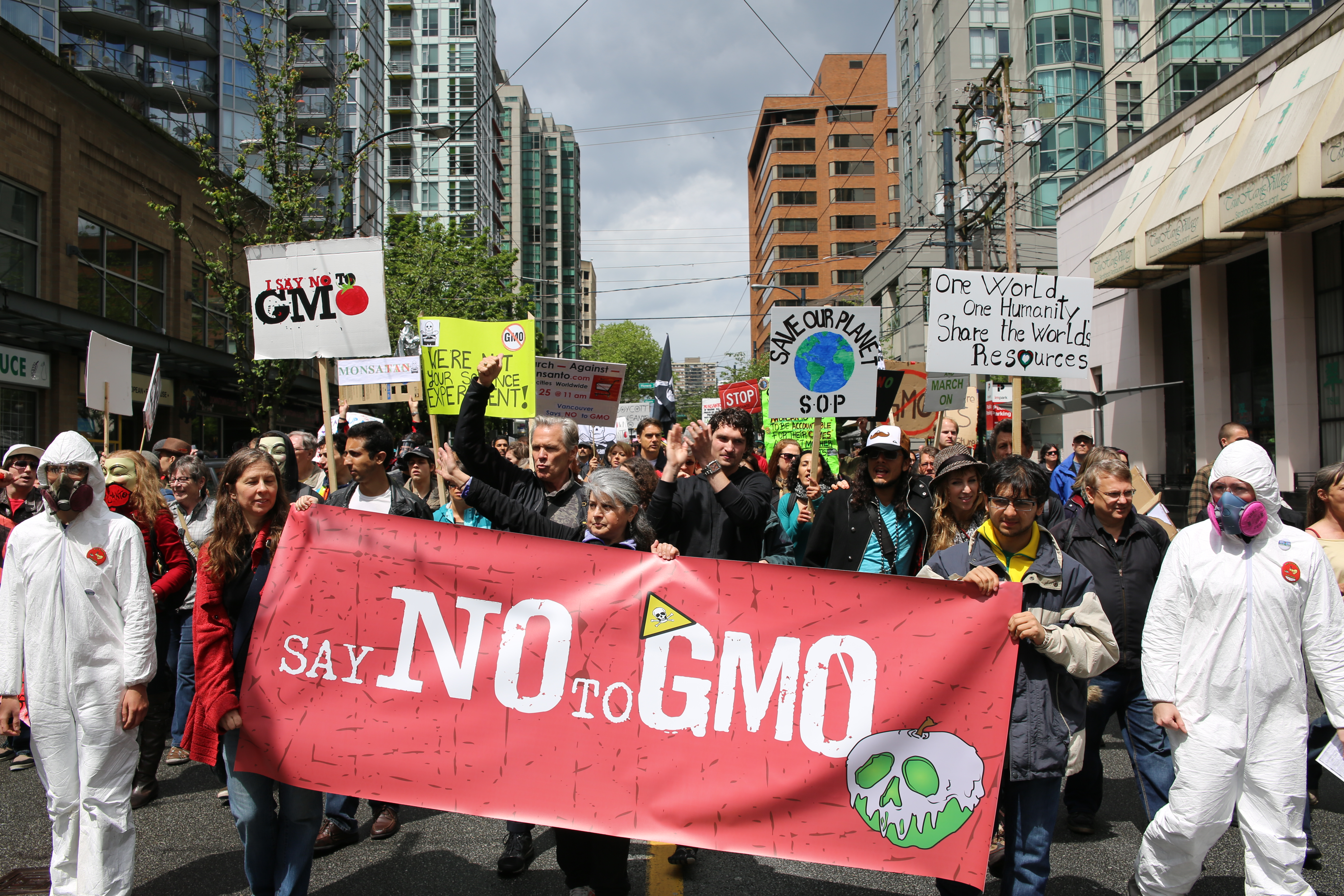
„March Against Monsanto”, Vancouver, Kanada, 25 maj 2013 r.
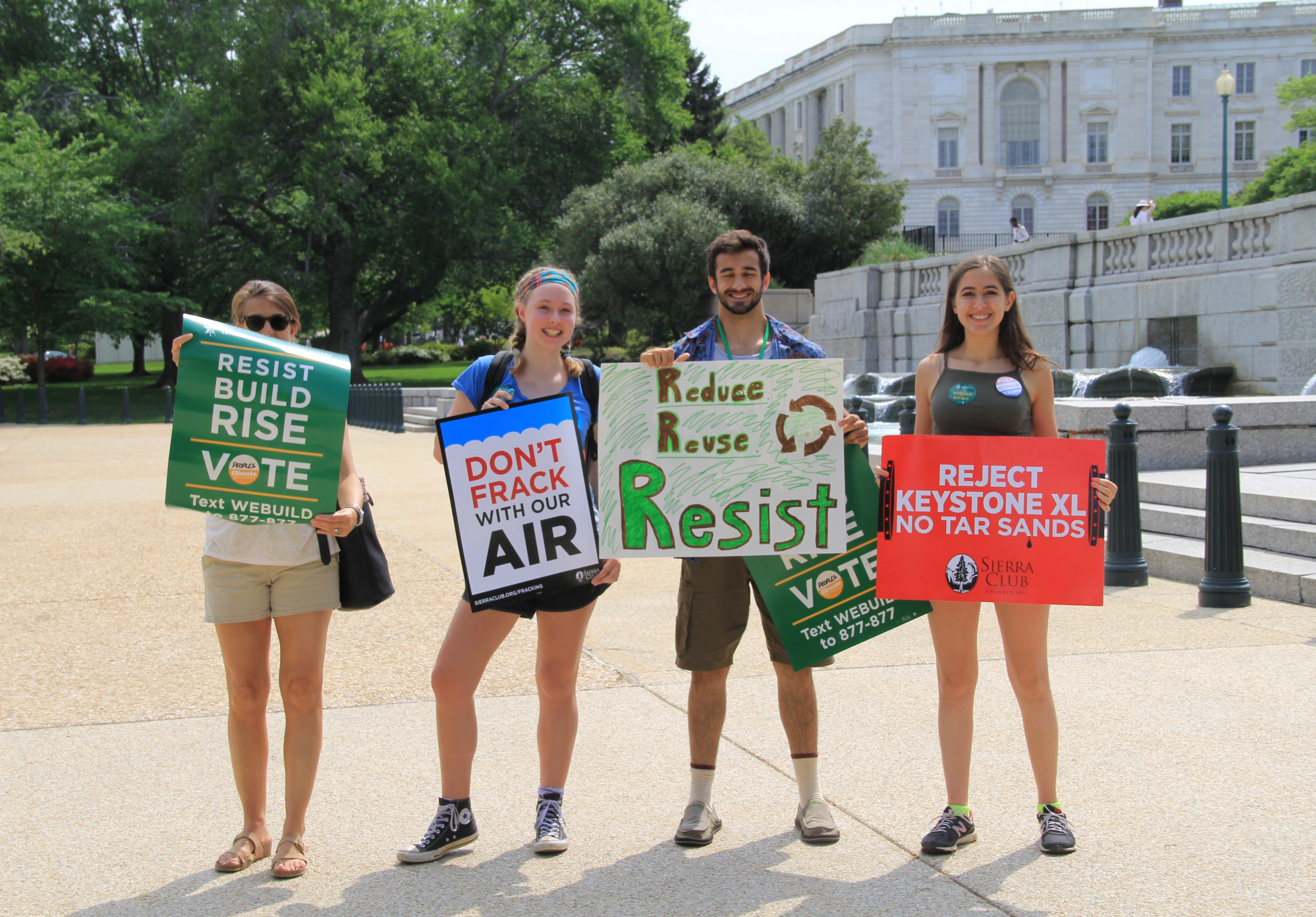
Aktywiści klimatyczni w Waszyngtonie, USA (2017)
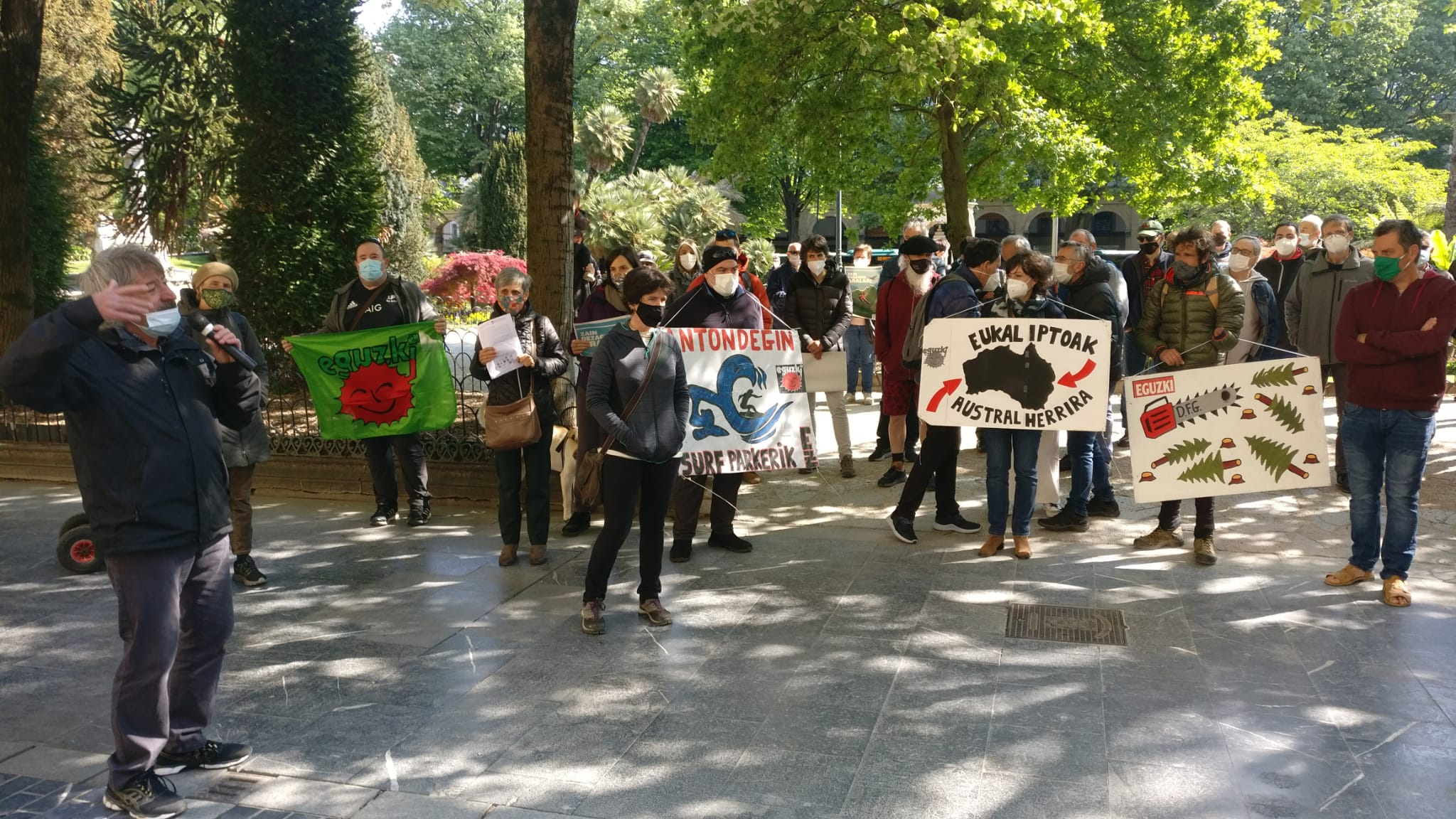
Protest ekologistów w San Sebastián, Hiszpania (2021)
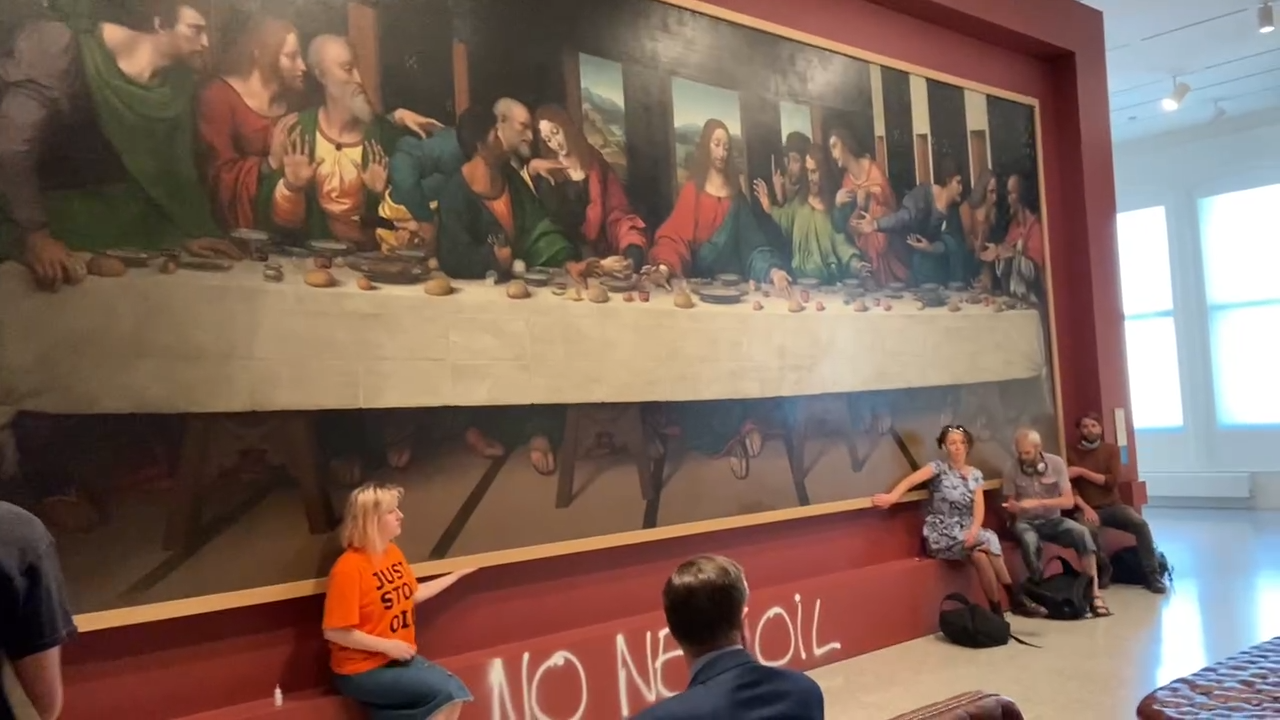
Happening aktywistów z organizacji Just Stop Oil przy obrazie Ostatnia Wieczerza w Royal Academy of Arts (2022)
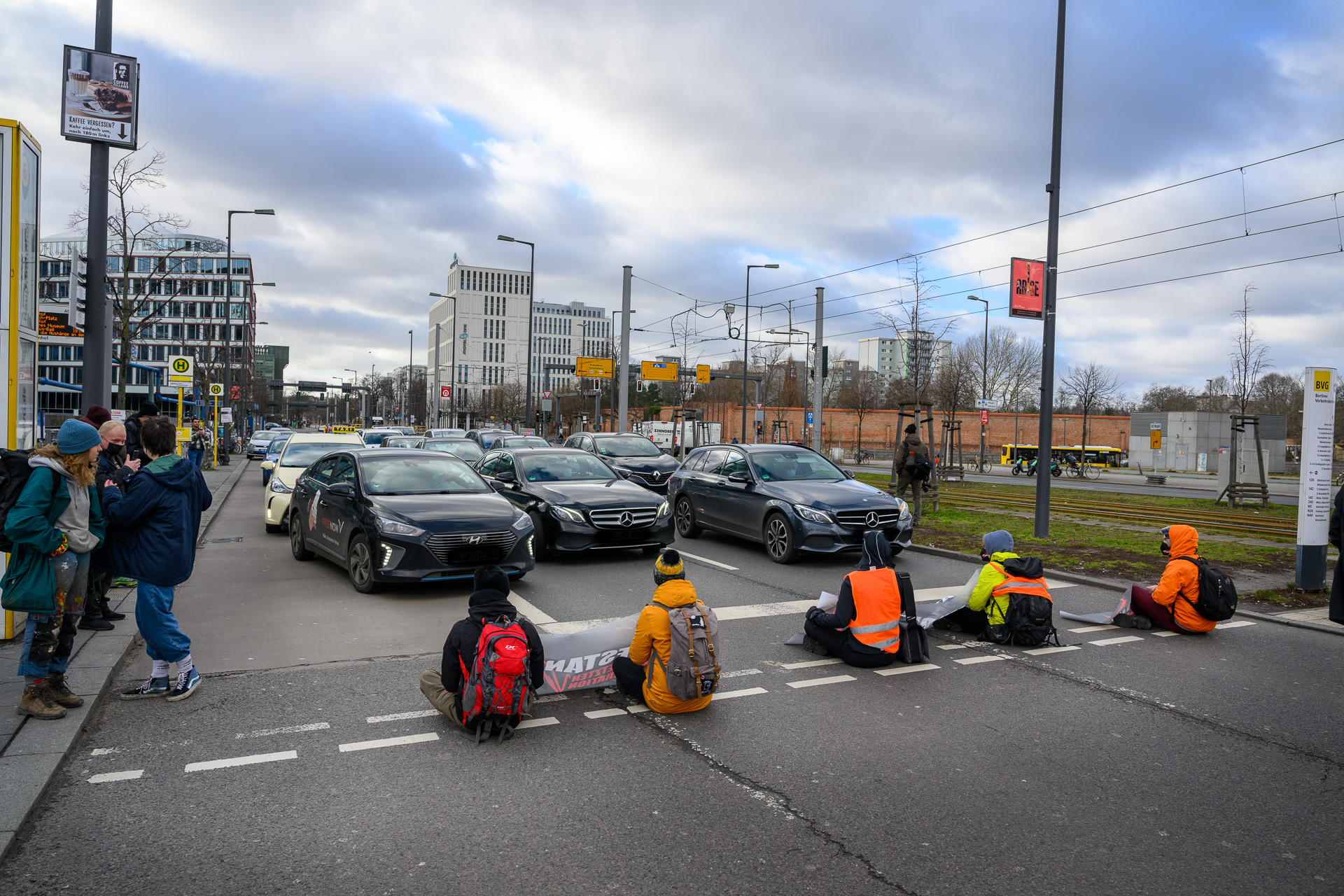
Blokada drogowa zorganizowana przez ekologistów z organizacji Ostatnie Pokolenie na Berlin Hauptbahnhof (2022)

## Działacze ekologiczni

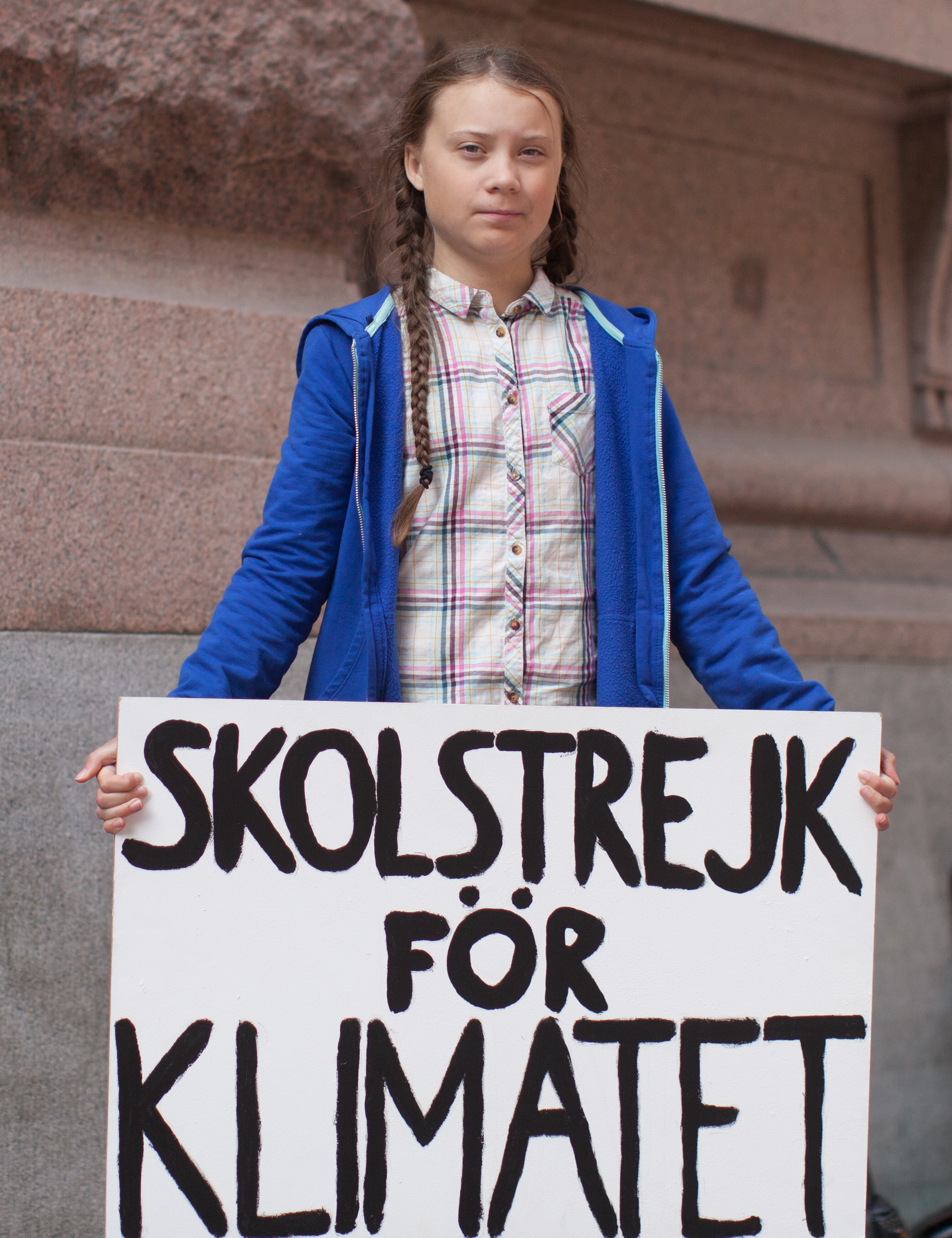
Greta Thunberg przed Riksdagiem (2018)

Działacz ekologiczny to osoba, która utożsamia się z walką o ochronę środowiska wraz z żyjącymi tam ludźmi i zwierzętami. Do znanych działaczy ekologicznych można zaliczyć:
- Al Gore
- Alice Hamilton
- Gisele Bündchen
- Greta Thunberg
- Leonardo di Caprio
- Luisa Mell(inne języki)
- Marina Silva
- Vandana Shiva
- Wangari Maathai

### Przemoc wobec aktywistów
Działania aktywistów ekologicznych spotykają się czasami ze znaczącą opozycją. Co roku mordowanych jest na całym świecie ponad 100 działaczy na rzecz ochrony środowiska. Niektóre z ostatnich ofiar śmiertelnych odnotowano w Brazylii, gdzie aktywiści walczą z wycinką lasów deszczowych Amazonii. W 2014 r. zamordowano 116 aktywistów ekologicznych, i 185 w 2015 roku. Ponad 200 aktywistów ekologicznych zostało zamordowanych na całym świecie w okresie od 2016 roku do początku 2018 roku. Global Witness twierdzi, że w sumie w latach 2012-2022 zabitych zostało 1910 aktywistów, co odpowiada jednemu morderstwu co dwa dni. Według raportu 88 procent wszystkich zabójstw zarejestrowano w Ameryce Łacińskiej.